# Demetrios z Salaminy
Demetrios (gr. Διογένης) – starożytny grecki sportowiec żyjący w III wieku n.e., olimpijczyk.
Pochodził z Salaminy na Cyprze. Trzy razy z rzędu, w 229, 233 i 237 roku n.e., odniósł zwycięstwo w biegu na stadion na igrzyskach olimpijskich, w 229 i 233 roku zwyciężając jednocześnie w pięcioboju. Ponadto wygrał na igrzyskach pytyjskich oraz na igrzyskach istmijskich, zaś na igrzyskach sebastejskich w Neapolu miał pokonać łącznie 86 przeciwników. Występując w rozmaitych talantiaioi i hemitalantiaoi (płatnych agonach sportowych) odniósł w sumie czterdzieści siedem zwycięstw.
W uznaniu osiągnięć sportowych Demetriosa wiele miast obdarowało go swoim obywatelstwem, zaś cesarze dwukrotnie przyznali mu dożywotni tytuł naczelnika (xystarches) cechu sportowców.